# Eric Kripke
Eric Kripke (født 24. april , 1974 i Toledo, Ohio) er en amerikansk tv-forfatter, instruktør og producent. Han er bedst kendt for at skabe tv-serien Supernatural.

## Awards
Kripke vandt Slamdance Film Festival's  Audience Award for Truly Committed, og i 2008, gav TelevisionWeek ham titlen  "Masters of Horror" som  i øjeblikket arbejder indenfor  tv.